# جسيم بيتا

مقارنة بين قدرة أجسام ألفا وبيتا وأشعة غاما على الاختراق. جسيمات ألفا (أنوية الهيليوم) تعجز عن اختراق ورقة من كتاب مثلاً، أشعة بيتا يمكن وقفها باستخدام لوح من الألومنيوم، أما أشعة غاما فلديها قدرة عالية على اختراق المواد، وهي تـُمتص تدريجياً خلال اختراقها لمادة كثيفة

جسيم بيتا أو دقائق بيتا أو أشعة بيتا عبارة عن إلكترون أو بوزيترون ذي سرعة وطاقة عاليتين وينبعث من نوى إشعاعية النشاط مثل البوتاسيوم-40. وجسيمات بيتا المنبعثة هي شكل من الإشعاعات المتأينة وتعرف أيضاً باسم أشعة بيتا. وتسمى عملية إنتاج جسيمات البيتا بتحلل بيتا. ويُرمز لجسيم بيتا بالحرف الإغريقي بيتا (β). هنالك نوعان من تحلل بيتا: إما β‏− الذي يصدر إلكترونا، وβ‏+ الذي يصدر بوزيترونا. تمتاز جسيمات بيتا بقدرة ضعيفه على تأيين المواد الموجودة في مسارها، إلا أن نفاذيتها للمواد ضعيفة نسبيا، بحيث أنها تخترق صفيحة من الألمنيوم بسمك 3 ملم. كما يمكن تسريع الإكترونات في معجل جسيمات فتزيد سرعتها إلى ما يقرب من سرعة الضوء.
جسيمات بيتا هي جسيمات ذات طاقة عالية وسرعة الإلكترون أو البوزترون المنبعث من بعض الأنوية المشعة مثل بوتاسيوم-40 عالية. يصدر عن اضمحلال جسيم بيتا اشعاع نووي تسمى أشعة بيتا ويرمز لها بالحرف الإغريقي β، ولإضمحلال بيتا نوعين β- وβ+ ، حيث β- تزيد عدد الإلكترونات وβ+ تزيد البوزيترونات.

## تحلل β‏−(انبعاث الإلكترون)

Beta decay

عند وجود نواة ذرية غير مستقرة مع فائض من النيوترونات قد يعرضها لتحلل بيتا حيث يتحول النيوترون إلى بروتون وإلكترون ومضاد نيوترينو إلكتروني وهو (الجسيم المضاد للنيوترينو):

n
 → 
p
 + 
e−
 + 
ν
e
نواة الذرّة الغير مستقرة والنيترونات الزائدة تؤدي إلى حدوث اضمحلال بيتا β- (يسمى الاضمحلال الإلكتروني) ,

حيث يتحول النيترون إلى بروتون وينتج الإلكترون ومضاد نيترينو
n → p + e− + ν e
هذه العملية تحدث بواسطة تفاعل نووي ضعيف، تحول النيوترون إلى بروتون هذا الانبعاث للتفاعل الضعيف الظاهري للبوزون في مستوى الكواركات

انبعاث بيتا عادة يصدر من الانشطارالنووي ومن تفاعل النيوترونات في المفاعلات النووية ,أيضا من النيترونات الحرة تضمحل في هذه العملية ,

تعتبر مفاعلات الانشطار النووي مصدر غني لإنتاج الأنتي نيترينو والإلكترونات

## اضمحلال β+ (انبعاث البوزترون)
نواة الذرة غير المستقرة والبروتونات الزائدة تؤدي إلى حدوث اضمحلال بيتا β+ ويسمى بالاضمحلال البوزتروني، تحول البروتون إلى نيترون ينتج البوزترون و إلكترون نيوترينو:
p → n + e++ ν e
تحلل β+ يحدث داخل النواة فقط عندما تكون طاقة الفصل في النواة الوليدة أعلى من طاقة الفصل للنواة الأم

## التفاعل مع مواد أخرى
هناك ثلاثة أنواع للاشعة المنبعثة من المواد المشعة هي :الفا ,بيتا وغاما
جسيمات بيتا تملك طاقة اختراقية وطاقة أيونية متوسطة، يمكن وقفها بواسطة بضع ملليمترات من الألمنيوم، ولإشعاع بيتا شحنة عالية تفوق شحنة أشعة غاما المؤينة، ويمكن تبطئة جسيمات بيتا بالتفاعلات الكهرومغناطيسية وقد يمكن إيقافها بالأشعة السينية الانكباحية bremsstrahlung x-rays.

## استخداماتها
1-	العلاج الطبي مثل علاج العيون وسرطان العظام ورؤية المكونات الداخلية (الاستشفاف)

2-	يستخدم سترونتيوم90 (فلز) لإنتاج جسيمات بيتا

3-	تستخدم جسيمات بيتا للتحقق من الجودة ومعرفة سمك الورق وكذلك البكرات، بعض إشعاع بيتا قد يتم امتصاصه أثناء مروره خلال المنتج فإذا كان المنتج سميك أو رقيق بالمقابل تختلف كمية الإشعاع الممتصة 

β+هي مصدر البوزترونات المستخدمة في جهاز التصوير المقطعي بالإشعاع البوزتروني (PET scan)

## تاريخياً
هنري بيكريل (أول من اكتشف النشاط الإشعاعي)

أثناء تجاربه لاحظ أن اليورانيوم يصدر أشعة تؤدي إلى إسوداد فيلم التصوير، كما ولها قدرة اختراق عالية فلايمكن إيقافها مثل أشعة اكس
ارنست رذرفورد

أكمل تجربة هنري ولاحظ ظهور نوعين من الإشعاع:

جسيمات الفا :التي لم تظهر في لوحات بيكريل لأنه من السهل امتصاصها بواسطة الورق الأسود

جسيمات بيتا :التي تملك قدرة اختراقية أكبر من قدرة جسيمات الفا بــ 100 مرة 

ونشر نتائجه 1897

## الصحة
جسيمات بيتا لها القدرة على اختراق المادة الحية لمدى معين ويمكنها تغييير ترتيب الجزيئات وفي معظم الحالات يكون لهذا التغير نتائج خطرة كخطورة السرطان والموت، فعندما يتعرض حمض نووي ريبوزي منقوص الأكسجين لهذه الجسيمات يحدث تلقائيا تغير ملحوظ

تستخدم جسيمات بيتا كمصدر في العلاج الإشعاعي لقتل الخلايا السرطانية

## استخداماتها المستقبلية
لنتصور وجود خلايا بيتا الفولتية لتوفير الطاقة للأجهزة الإلكترونية كالحواسيب المحمولة والهاتف المحمول دون الحاجة لإعادة شحنها مدى الحياة.